# Kuścin
Kuścin [ˈkuɕt͡ɕin] est un village polonais de la gmina de Kuźnica dans le powiat de Sokółka et dans la voïvodie de Podlachie. Il se situe à environ 4 kilomètres au nord-ouest de Kuźnica, à 17 kilomètres au nord-est de Sokółka et à 55 kilomètres au nord-est de Białystok. 